# ドーバー青銅器時代の船

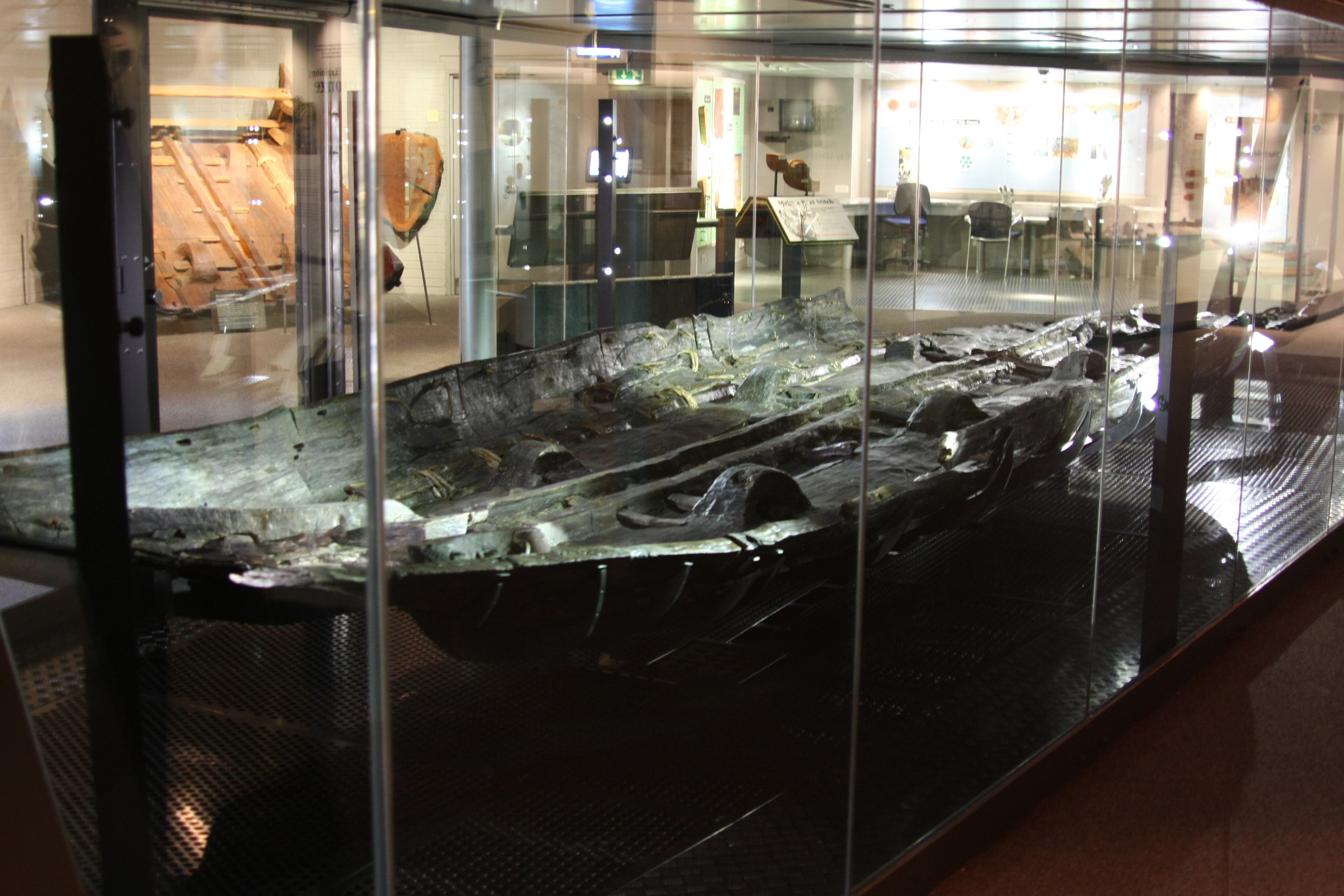
ドーバー青銅器時代の船（2011年4月）

ドーバー青銅器時代の船（ドーバーせいどうきじだいのふね、英: Dover Bronze Age boat）は、これまでにイギリスで発見された20艘に満たない青銅器時代の船（ボート）の1つである。

## 解説
紀元前1575年から前1520年までさかのぼるもので、紀元前2500年のクフ王の船（太陽の船）などはるかに古い船もあるが、古代の船の多くは破片として発見されることから、ほぼ原型を保った船としては世界最古のものともいわれる。この船はイチイのラッシングを用いて縫い合わせたオーク板を使用して建造されている。その技術はイギリスの先史時代に使われてきた長い伝統を持つものであり、最も古い既知の例としては、ヨークシャー東部（イースト・ライディング）において発見された狭小なフェリビーボート (Ferriby Boats) がある。長さ9.5メートルとなるドーバーの青銅器時代の船体は、イギリスの南東に位置するドーバーの一角にあるドーバー博物館に展示されている。

## 発見・発掘
1991年よりカンタベリー考古学財団 (Canterbury Archaeological Trust, CAT) の考古学者らと共同で、新たな道路（A20のフォークストンとドーバー間の拡幅）を建設していた Norwest Holst の建設作業員が、1992年9月28日、3500年前のものと思われる大きな先史時代の船を発見した。これは紀元前1500年頃、イギリスの中期青銅器時代にさかのぼるものとされた。
船は道路の下およそ6メートルに埋まり、その埋没地は建物の方向におよんでいた。建築物付近を極度に掘るのは危険過ぎると判断されたため、全長が未定であった船は、地下に残させなければならなかった。そして以前にも船全体を掘り出そうとした試みが不成功であったことから、船をいくつかの部分に切断して移動させた後にそれを組み立て直すことに決定した。船体は23片に切断した後、継ぎ目に沿って分離した断片など32片に分離された。およそ1か月におよぶ発掘の後、9.5メートルの船体が最終的に再生された。しかし、完成した船の実際の大きさについてはさまざまな見解がある。

## 最古の外航船
ドーバーはイギリス海峡に向かい直結しているため、ドーバーの青銅器時代の船が発見されて以来、その船が海を渡って大陸に向けて航行したかどうかについて推論がなされている。海峡横断の連絡があった証拠は数多くあるが、実際にどのような船が渡航したかは不明である。地域考古学者キース・ミラー (Keith Miller) は、BBC (British Broadcasting Corporation) に、かつてのフェリビーボートがイギリス海峡や北海を横断するために使用されたといい、フェリビー・ヘリテッジ・トラスト (Ferriby Heritage Trust) もまた3艘のフェリビーボートについてヨーロッパで初めて北海を渡航した船であろうと説明する。フェリビーで発見された3艘の年代は、それぞれ紀元前2030-1780年（フェリビー3）、紀元前1970-1720年（フェリビー2）、紀元前1880-1680年（フェリビー1）とされる。
一方、ドーバー青銅器時代の船の発見に携わったカンタベリー考古学財団は、発見した船は間違いなくドーバー海峡を行き交う外航船であったといい、ドーバー博物館は、展示するおよそ紀元前1550年とされるドーバー青銅器時代の船を世界最古として知られる航海船としている。ある推定によれば、全長は18メートル近く、2トンの荷が積載可能であり、16人の漕ぎ手により海峡を渡ったとされる。また、船底で見つかった頁岩（けつがん、英: Shale）の小片は、分析により257キロメートル (160mi) 西のキンマリッジ湾のものとされ、少なくとも120海里の航海を示唆するものと考えられている。

## 形状
手掛かりがほとんど残っていないため、使用時の船についてはいまだほぼ未知のままである。予備調査によれば、船は淡水の水路に引き上げられ、イチイの縫い目は故意に切断されて使用できないようになっていた。船は良好な状態を保ったまま、すぐ泥土に覆われることにより保存されていた。船の一部は地下に残り、船全体の形や大きさについての証拠がないため、その全長や形状に関して多くの推論がなされている。このことから本来の船体は土壌から円滑に採取されたものよりやや大きいか、もしくは何メートルも長いものであったとも考えられる。一説によればこの再生された長さ9.5メートルの船体は、船本来の全長のおよそ半分から3分の2ぐらいの可能性がある。
船の幅はかなり大きく、船体の残存する最大幅はおよそ2.2メートルないし2.3メートルで、その時代の丸木舟よりはるかに広く、容易に2人並んで座ることができる。それは例えばフェリビーボートよりも幅が広い。船底は平らであり、下部は河川を航行する現代のパント船に似る。側面には2枚の板があり、残存する下部には平らな船底と接合される湾曲が認められる。ドーバー青銅器時代の船の重量はおよそ2.3トンであった。船は4枚のオーク材の厚板を材料として造られ、イチイで縫い合わされて木製のくさびで固定されていた。これは同じく縫い合わされた厚板からなるフェリビーボートに似る。

## 保護・再生

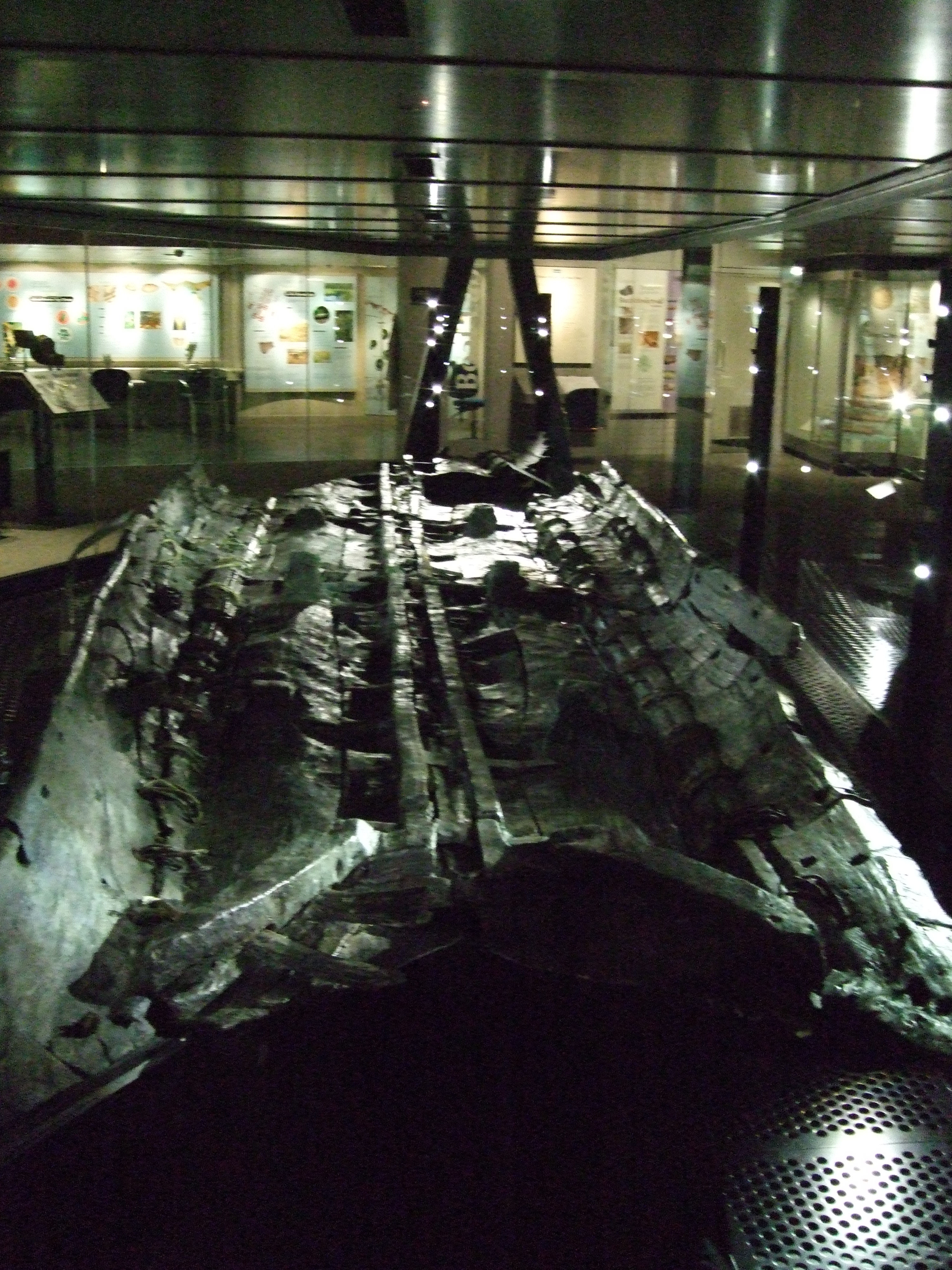
ドーバー青銅器時代の船（ドーバー博物館）2010年10月

地中にある間、船は水に浸り、バクテリアから船を保護する沈泥カバーによって破壊よりかなり保護された。船は地中から掘り出された後、ポーツマスのメアリー・ローズ財団 (Mary Rose Trust) によって水に浸した状態に保たれた。長い保存過程の後、船はドーバー博物館に返され、1998年に再び構築されていった。
青銅器時代の船は、歴史・考古学を専門とするドーバー博物館にある一階層全体の最重要展示物として、1999年11月22日より長径10.5メートルのガラスケース内に展示されている。展示された船の状態は、来訪者がその船自体を理解する手助けとなるように、船の一部が新たに復元されている。その展示は2000年に考古学的展示において賞を受賞した。

## 復元
初めに船の実物大3メートルの部分が構築され、技術的実験などがなされた。これも本来のものとともにドーバー博物館に収蔵されている。
その後、3か国（フランス・イングランド・ベルギー）の8機関による研究活動「Boat 1550 BC」により、2012年にドーバーにおいて、ドーバー青銅器時代の船の半分の大きさの模造船が完成した。ただし時間の制約により、それは現代のシリコーンコーキング材を使用して組み立てられ、現代のロープで縫い付けられた。この船は後に解体され、青銅器時代の材料として蘚類と動物性脂肪を混ぜ合わせた接合材を使用して再び組み立てされ、イチイのラッシングで縫い合わされた。
およそ実物大に構築された船は、2012-2013年にコーンウォール国立海洋博物館において作成された。ドーバーの船「Boat 1550 BC (Ole Crumlin-Pederson)」と異なり、フェリビーボートを基礎としたこの船「Morgawr」（モーガウル、「海の怪物」）は航行可能であり、2013年にファルマス港周辺で漕ぎ出すことに成功しており、青銅器時代の船に相当する技術がうまく機能することを示したが、安全上の理由により、船を外洋に向かわせることはできていない。